# هانزيتين

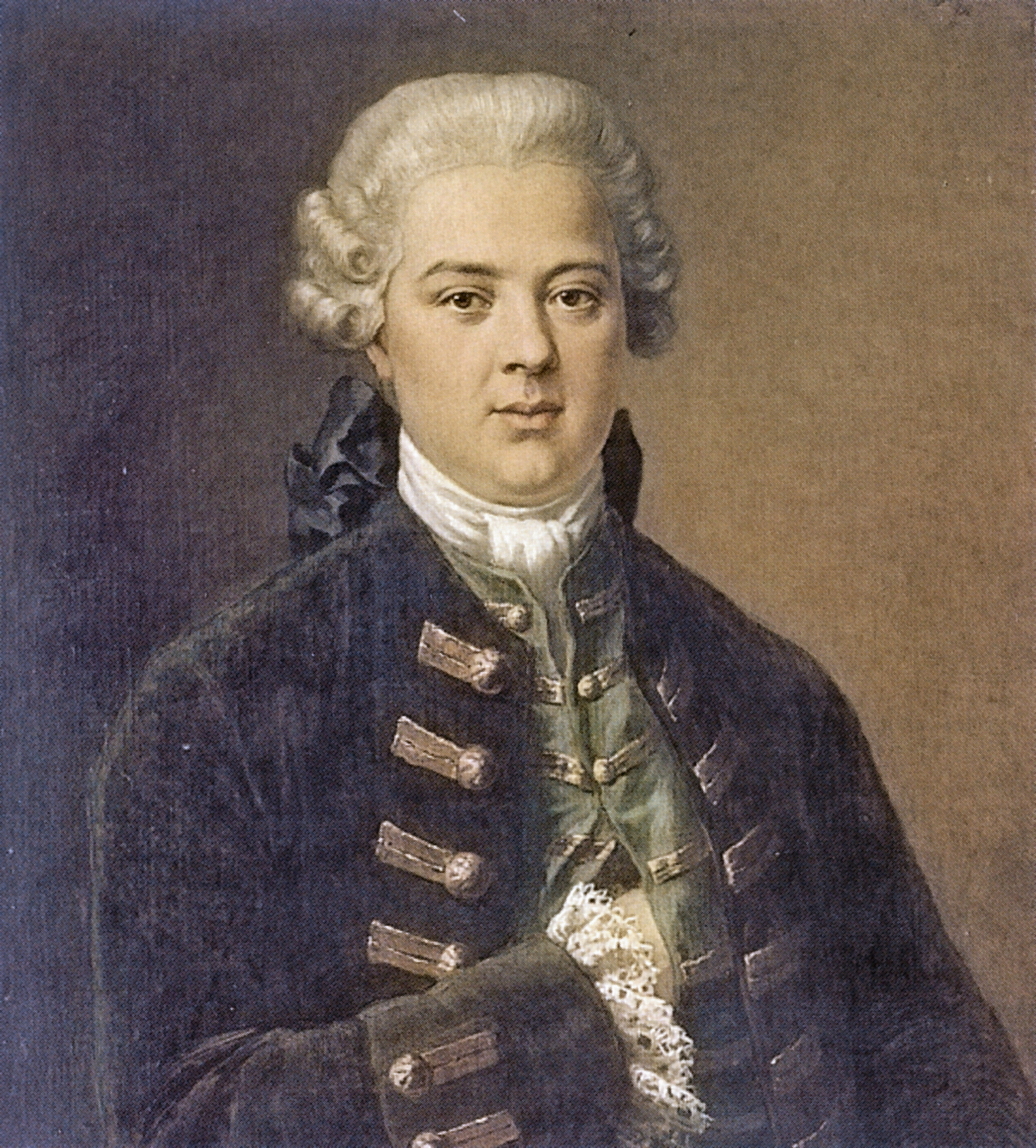

هانزيتين هو مصطلح جماعي لمجموعة هرمية (تسمى العائلات الأولى) تتكون من أفراد النخبة وعائلات من رتبة مرموقة الذين يشكلون الطبقة الحاكمة في مدينة هامبورغ في الإمبراطورية الحرة، جنبا إلى جنب مع العائلات الأولى المساومية لهم بالدرجة الاجتماعية والسياسية للمدن الإمبريالية الحرة بريمن ولوبيك. كان أفراد هذه العائلات هم الأشخاص الذين يمتلكون المناطق الريفية الوراثية (Großbürgerschaft) من هذه المدن، وتشمل رؤساء البلديات (Bürgermeister)، وأعضاء مجلس الشيوخ (Senatoren)، والدبلوماسيين المشتركين (Diplomaten) والقساوسة الكبار (Hauptpastoren). يشير المصطلح على وجه التحديد إلى العائلات الحاكمة في هامبورغ ولوبيك وبريمن، ولكن على نطاق أوسع، يشار إلى هذه المجموعة أيضًا باسم الأرستقراطيين مع مجموعات اجتماعية مماثلة في أماكن أخرى في قارة أوروبا.